# Live From The Road
Live From The Road es un álbum en directo de la banda de metal de Chicago Chevelle. Fue grabado en el Ozzfest 2003, donde Chevelle actuó en el escenario principal. Este álbum, viene con el DVD en directo de la banda llamado Live From The Norva.

## Lista de canciones
1. "Family System"
2. "Forfeit"
3. "Point #1"
4. "Until You're Reformed"
5. "Send the Pain Below"
6. "Sma"
7. "Wonder What's Next"
8. "Mia"
9. "Grab Thy Hand"
10. "The Red"

## Créditos
- Pete Loeffler - Guitarra y voz
- Joe Loeffler - Bajo y segunda voz
- Sam Loeffler - Batería
- Barnaby Draper - Fotografía
- Ben Goldman - A&R
- Chevelle - Productor y banda principal
- Dave Pinsky - Ingeniero, mezclas, productor
- Farra Mathews - A&R
- Thom Cadley - Mezcla